# Nanonycteris veldkampi
Genre
Espèce
Statut de conservation UICN

 LC  : Préoccupation mineure
Synonymes
Epomophorus veldkampi
La Nanonyctère de Veldkamp (Nanonycteris veldkampi(i)), ou encore Roussette naine / de Veldkamp / à épaulettes, nommée vernaculairement d'après son découvreur, est une espèce de chauve-souris de la famille des Ptéropodidés. Le genre Nanonycteris sp. est monotypique.

## Description
C’est une toute petite roussette, dont le corps fait 6 à 8 cm de long et les avant-bras moins de 5 cm. Son poids ne dépasse pas 50 g. La coloration est brun fauve à brun gris. Elle a un museau mince, parfois rosé et de grands yeux. Le dos et les pattes sont couverts d'une épaisse fourrure soyeuse qui dépasse sur la membrane. La face ventrale est moins poilue et plus claire. Elle possède une courte moustache blanche et des touffes blanches à la base, et qui se prolongent dans les oreilles. Les mâles portent des épaulettes blanches. Les groupes se forment essentiellement dans les zones d’alimentation. Elle se nourrit de nectar et de pollen, voire de fruits tendres,.

## Répartition et habitat

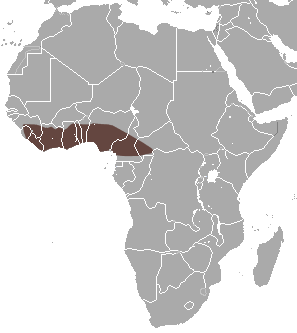
Répartition de l'espèce en Afrique.

Cette espèce se trouve au Bénin, Cameroun, République centrafricaine, Côte d'Ivoire, Ghana, Guinée, Liberia, Nigéria, Sierra Leone et Togo. Ses habitats naturels sont les forêts de plaine tropicales et subtropicales humides, les forêts de mangrove tropicales ou subtropicales, les savanes sèches ou humides. Plus rarement on la retrouve dans des bois ou bosquets isolés ou dans des zones champêtres. Elle est menacée à cause de la destruction de ses habitats.